# Boris Bieriezowski (pianista)
Boris Wadimowicz Bieriezowski (ros. Бори́с Вади́мович Березо́вский, ur. 4 stycznia 1969 w Moskwie) – rosyjski pianista.

## Życiorys
Gry na fortepianie uczył się od piątego roku życia. Studia odbył w Konserwatorium Moskiewskim. W 1988 zadebiutował na scenie międzynarodowej w londyńskiej Wigmore Hall. Przez wiele następnych lat mieszkał w Londynie. W 1990 zwyciężył w Międzynarodowym Konkursie Muzycznym im. Piotra Czajkowskiego. Po tym sukcesie zaczął być zapraszany na występy do krajów Europy, Ameryki i do Japonii. Współpracował m.in. z Filharmonią Nowojorską, Royal Philharmonic Orchestra i Berliner Philharmoniker. W 2016 roku otrzymał tytuł Zasłużonego Artysty Federacji Rosyjskiej.
W jego repertuarze są utwory m.in. Chopina, Ravela, Rachmaninowa i Czajkowskiego. Nagrał wiele płyt dla różnych wytwórni muzycznych.

## Kontrowersje
Po rosyjskiej agresji na Ukrainę w 2022 roku publicznie poparł działania zbrojne Federacji Rosyjskiej w konflikcie, wywołanym jego zdaniem przez kraje zachodnie. Wypowiadając się w rosyjskiej telewizji publicznej zasugerował, że armia rosyjska powinna odciąć oblegany Kijów od energii elektrycznej i spacyfikować miasto. Po wypowiedzi agent artysty, Productions Sarfati, zerwał z nim kontrakt.